# Red Velvet
Red Velvet (hangul: 레드벨벳) és un grup Coreà femení format per S.M. Entertainment. El grup és format per 5 membres: Irene (Bae Joo-hyun), Seulgi (Kang Seul-gi), Wendy (Son Seungwan), Joy (Park Sooyoung) i Yeri (Kim Yerim). Van debutar l'1 d'agost del 2014 amb la canço "Happiness", sense la Yeri, qui es va unir l'11 de març del 2015.
El nom Red Velvet té aspiracions de mostrar el color, la música i els rendiments sofisticats, es tracta d'expressar imatges sensuals associades amb l'intens color vermell i un estil femení i suau com el vellut.
Des de quan van debutar, el grup ha tingut un notable èxit i reconeixement. El seu primer mini àlbum, Ice Cream Cake, va arribar al Gaon Album Chart el març de 2015. De la mateixa manera, el primer àlbum complet del grup The Red (2015) i les obres esteses The Velvet, Russian Roulette, les dues publicades el 2016 i Rookie (2017) van arribar a la part superior del gràfic d'àlbums de Gaon. A més, The Red and Rookie també va superar els Billboard World Albums, i amb el llançament del seu cinquè EP The Red Summer (2017), es van convertir en el grup de noies K-pop amb més àlbums en la taula. Han rebut diversos premis per a música, coreografia o popularitat, incloent-hi el premi Golden Disc New Artist Award i el Melon Music Award for Best Female Dance l'any 2015.
Els membres de Red Velvet també han fet aparicions a la televisió: Irene com a l'amfitrió de Music Bank, Yeri com a amfitrió de Show! Music Core, Joy a la quarta temporada de l'espectacle de varietats We Got Married i com a protagonista en el drama The Liar and His Lover, Seulgi en el reality show / drama Idol Drama Team Operation, i Wendy com a amfitrió de K-Rush de KBS World a curt termini.